# Diane Griffin
Pour les articles homonymes, voir Griffin.
Diane Griffin est une environnementaliste et femme politique canadienne, ancienne sous-ministre des Ressources environnementales de l'Île-du-Prince-Édouard.
Elle a participé à la rédaction et à la mise en application de lois sur la conservation des réserves écologiques et la protection de l’environnement, conseillant différents gouvernements sur ces thèmes. Elle a reçu le prix du Gouverneur général en conservation et un diplôme honorifique de l’Université de l'Île du Prince-Édouard.
Engagée en politique comme conseillère municipale de Stratford, elle est nommée sénatrice indépendante le 27 octobre 2016 par le premier ministre Justin Trudeau.